# Плоешти (баскетбольный клуб)
«Плоешти» — румынский профессиональный баскетбольный клуб из города Плоешти.

## Титулы
- Обладатель Кубка ФИБА — 2005
- Чемпион Румынии: 2004, 2005, 2006, 2007, 2008, 2009, 2010, 2012, 2013

## Сезоны
| Сезон   | Лига           | Уровень | Рег. Чемп. | Плей-Офф | Еврокубки             |
| ------- | -------------- | ------- | ---------- | -------- | --------------------- |
| 2012-13 | Лига Национала | 1       | 3          | Чемпион  | Гр.этап Еврочелленджа |